# سار سومالی
سار سومالی (نام علمی: Onychognathus blythii) نام یک گونه از تیره سار است.